# Йонас Алекса
Йонас Алекса (23 лютого 1939 — 17 жовтня 2005) — литовський диригент, викладач університету.

## Життєпис
Син Флоріонаса та Уршули Алекса . Брат Ірени Алексайте та Наталії Риманте Душаускене-Дуж . 
Музикою почав займатися в 1949 в музичній школі у Вільнюсі. 
З 1956 був учнем Литовської державної консерваторії у професора А. Будрюнаса. 
У 1961 після закінчення школи поїхав до Санкт-Петербурга, де навчався в консерваторії М. Римського-Корсакова по класу оперно-оркестрового диригування під керівництвом професора Євгена Мравінського.
У 1965 почав працювати диригентом у Литовському державному театрі опери та балету (нині Литовський національний театр опери та балету). Удосконалюючи свою майстерність, він брав участь у семінарі Герберта фон Караяна в Санкт-Петербурзі в 1970, а потім у 1973–1974 у Віденському університеті музики та мистецтва навчався у професорів Х. Сваровскі та К. Остеррайхера. 
У 1975 став диригентом Вільнюського театру опери та балету і пропрацював на цій посаді майже тридцять років. У той час Йонас Алекса також обіймав керівні посади: у 1995–1997 рр. — директор театру, у 1997–2000 рр. — художній керівник. У 2003 став головним диригентом. Як викладач з 1965 працював у Литовській державній консерваторії, отримавши звання професора в 1996. Його учнями були: Юліус Геніушас (диригент Музичного театру в Каунасі), солісти опери: Йоана Гедмінтайте, Егідіюс Даускурдіс, Лаймонас Паутіеніус, Сандра Янушайте та Юргіта Адамоніте. Помер 17 жовтня 2005 і похований на Пагорбі художників на Антакалніському кладовищі.
У 2007 Едмундас Гедгаудас написав про нього книгу "Muzikos magas Jonas Aleksa. Prisiminimai, straipsniai, laiškai" .

## Нагороди
- 1982 — Державна премія Литви[1].
- 1995 — Гран-прі Латвії [1].
- 1995 — Орден Великого князя Гедиміна III ступеня [1].
- 2003 — Національна премія діячів культури і мистецтва [1].

## Виноски
1. 1 2 3 4 5 6 7  Lithuanian Music Performers Information Centre
2. ↑  Kultūros ministras apdovanojo teatrologę Ireną Aleksaitę ir vargonininką Bernardą Vasiliauską (лит.)
3. ↑  , Vitalija Jalianiauskienė, "I.Aleksaitės prisiminimuose - gyvenimo ir teatro kasdienybė"
4. ↑  Muzikos magas Jonas Aleksa. Prisiminimai, straipsniai, laiškai (лит.), архів оригіналу за 7 липня 2019, процитовано 22 жовтня 2022 {{citation}}: Cite має пустий невідомий параметр: |inventor= (довідка)